# Богиня: как я полюбила
«Богиня: как я полюбила» — российский художественный фильм, полнометражный дебют Ренаты Литвиновой.

## Сюжет
В основе сюжета сюрреалистической драмы Ренаты Литвиновой лежит следующая история: следователь Фаина ведёт дело, попавшее к ней случайно, о загадочном исчезновении девочки. Ребёнка ищут уже год, родные почти потеряли надежду. Фаина продолжает поиски, чувствуя, что девочка жива. Девушка-следователь Фаина живёт уединённо, и её внутренние переживания составляют основу картины.

## В ролях
| Актёр                | Роль                            |
| -------------------- | ------------------------------- |
| Рената Литвинова     | Фаина следователь               |
| Константин Мурзенко  | следователь Егоров (Ягуаров)    |
| Максим Суханов       | профессор                       |
| Дмитрий Ульянов      | Николай                         |
| Андрей Краско        | врач Павел                      |
| Елена Руфанова       | врач Елена                      |
| Светлана Светличная  | мама-призрак                    |
| Виктор Сухоруков     | Виктор Илиазарович              |
| Ксения Качалина      | Горбунья                        |
| Константин Хабенский | Полосуев                        |
| Ольга Блок-Миримская | Аглая                           |
| Полина Борисова      | пропавшая девочка, дочь Виктора |
| Рогволд Суховерко    | Аксаков                         |
| Вера Сторожева       |                                 |
| Глеб Алейников       |                                 |

## Съёмочная группа
- Автор сценария: Рената Литвинова
- Режиссёр: Рената Литвинова
  - Второй режиссёр: Татьяна Быстрицкая
- Оператор-постановщик: Влад Опельянц
- Художник-постановщик: Екатерина Залетаева
- Художник по костюмам: Наталья Иванова
- Композиторы:
  - Игорь Вдовин
  - Земфира
  - Ник Кейв
- Звукорежиссёр: Марк Кенна
- Продюсеры:
  - Рената Литвинова
  - Елена Яцура
  - Сергей Мелькумов

## Саундтрек
| №                   | Название                                     | Исполнитель          | Длительность |
| ------------------- | -------------------------------------------- | -------------------- | ------------ |
| 1.                  | «Любовь, как случайная смерть» (радиоверсия) | Земфира Рамазанова   | 3:46         |
| 2.                  | «Живая-мёртвая вода»                         | Профессор            | 0:17         |
| 3.                  | «Профессор и вода»                           | Игорь Вдовин         | 2:53         |
| 4.                  | «Последние слова, чтобы ждать»               | Фаина и её двойник   | 0:15         |
| 5.                  | «Богиня»                                     | Игорь Вдовин         | 2:31         |
| 6.                  | «Из всех безумных она — лучшая»              | лицо из протокола    | 0:16         |
| 7.                  | «Прыгай!»                                    | Игорь Вдовин         | 3:07         |
| 8.                  | «Любовь — это не мясо»                       | голоса потусторонних | 0:19         |
| 9.                  | «Богиня: часть 2»                            | Игорь Вдовин         | 2:21         |
| 10.                 | «Сердце бедное, влюблённое, дрожащее»        | Фаина и Профессор    | 0:17         |
| 11.                 | «Сердце Фаины»                               | Игорь Вдовин         | 2:07         |
| 12.                 | «Смысл жизни есть»                           | Фаина                | 0:22         |
| 13.                 | «Любовь, как случайная смерть»               | Земфира Рамазанова   | 5:24         |
| Общая длительность: | Общая длительность:                          | Общая длительность:  | 23:55        |

В фильме также звучит песня «Red Right Hand» группы «Nick Cave and the Bad Seeds».

## Технические данные
- Производство: Продюсерская компания «Слово», Продюсерская компания «Богвуд-кино» при финансовой поддержке Службы кинематографии Минкульта РФ.
- Художественный фильм, цветной.
- Прокатное удостоверение № 111003704 от 05.01.2004

- Издание на DVD: 1 DVD-9, звук 5.1, PAL, 5-я зона, без субтитров, издатель: «Сервис-проект» 2005 г.
- Издание на VHS: 1 VHS, звук 2.0, PAL, издатель: «Видеосервис»